# Malîi Bukrîn, Mîronivka
Malîi Bukrîn (în ucraineană Малий Букрин) este localitatea de reședință a comunei Malîi Bukrîn din raionul Mîronivka, regiunea Kiev, Ucraina.

## Demografie
Componența lingvistică a localității Malîi Bukrîn
     Ucraineană (98,18%)
     Rusă (1,82%)
Conform recensământului din 2001, majoritatea populației localității Malîi Bukrîn era vorbitoare de ucraineană (98,18%), existând în minoritate și vorbitori de rusă (1,82%).